# Бенафер
Бенафер (ісп. Benafer) — муніципалітет в Іспанії, у складі автономної спільноти Валенсія, у провінції Кастельйон. Населення — 179 осіб (2010).

## Географія
Муніципалітет розташований на відстані близько 270 км на схід від Мадрида, 45 км на захід від міста Кастельйон-де-ла-Плана.

## Демографія
Динаміка населення (INE ):

## Галерея зображень

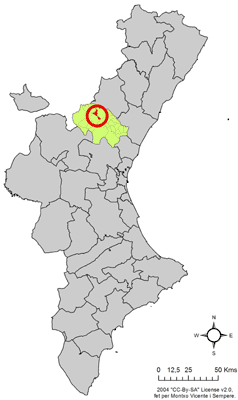
Розташування муніципалітету Бенафер у автономній спільноті Валенсія
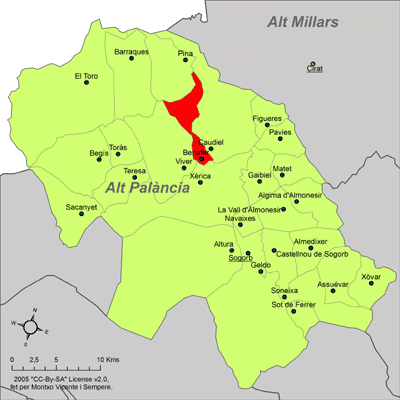
Розташування муніципалітету Бенафер у комарці Альто-Палансія